# 巨吻海蠋鱼
巨吻海蠋鱼（学名：Halicampus macrorhynchus）又名大吻海蠋魚、巨吻海龍，为海龙鱼科海蠋鱼属的鱼类，俗名巨吻海龙。分布于印度西太平洋區，包括紅海、安達曼群島、台湾、澳洲、印尼、索羅門群島等海域，棲息深度3-25公尺，常见于珊瑚礁间，體長可達18公分。该物种的模式产地在红海。

## 外部連結
- 巨吻海蠋鱼的圖片 （页面存档备份，存于）